# 谢恩·科森
谢恩·科森（英語：Shayne Corson，1966年8月13日—），加拿大男子冰球运动员，场上位置是前锋。他曾代表加拿大国家队参加1998年冬季奥林匹克运动会冰球比赛，获得第4名。